# Кремињане (Бреша)
Кремињане (итал. Cremignane) је насеље у Италији у округу Бреша, региону Ломбардија.
Према процени из 2011. у насељу је живело 525 становника. Насеље се налази на надморској висини од 208 м.